# Tiziana Lo Conte
Tiziana Lo Conte (Roma, 24 maggio 1961) è una cantante e musicista italiana.

## Biografia
Comincia la sua attività nel 1985, anno in cui, all'interno della scena musicale alternativa locale, diverrà la fondatrice dei Gronge, con cui incide diversi lavori, sotto forma di album, mini LP e singoli, si esibisce in vari centri sociali, dal Forte Prenestino al Laurentino 38  e vince svariati premi, fino al 2000, anno in cui lascia il gruppo per dedicarsi maggiormente ad altri progetti.
Nella seconda metà degli anni '90 entra nei Goah, con cui viene pubblicato un E.P. omonimo autoprodotto nel 1997 e successivamente Nadia, dedicato alla figura di Nadia Comaneci, composto di quattro remix e tre brani inediti. Al contempo la formazione partecipa ad Arezzo Wave  , vincendo.
Nel frattempo prendono forma diverse collaborazioni con gruppi quali Zu ed Ardecore e musicisti come Mauro Tiberi e Luca Miti.
Nel 2012 dà luogo ai Roseluxx, costituiti da Claudio Moneta (già con i Goah), Federico Scalas e Cristiano Luciani (successivamente sostituito da Marco Della Rocca), con i quali viene pubblicato a fine 2013 l'esordio Resti di una cena.
Nello stesso anno, oltre a comporre diversi lavori per il teatro e la danza, con Simone Pappalardo nascono gli Olympian Gossip, mentre con Alessandra Ballarini, Gianluca Natanti e Danilo Aleandri hanno luogo i Phlox.
Nel 2015 nasce il sito web del collettivo Circuiterie, che include, oltre ai componenti dei Phlox, colleghi quali Roberto Fega, Adriano Lanzi e Marco Ariano, con l'intenzione di dare voce e creare nuove connessioni legate alla musica, alla danza, al teatro, alle arti visive e performative in genere.
Oltre a dedicarsi all'espressione artistica, Tiziana si occupa anche dell'organizzazione di vari festival: con Gianni Trovalusci del Cemat e Simone Pappalardo ha ideato e organizzato il festival di arte contemporanea “revolt”, mentre con Danilo Aleandri cura da anni il festival di sonorizzazioni Synchrofilm.
Seguendo un percorso dedito alle avanguardie musicali, approfondisce canto Dhrupad e canto difonico, per poi interessarsi agli strumenti elettroacustici nel corso di Musica elettronica del Conservatorio Santa Cecilia di Roma sotto la guida del maestro Giorgio Nottoli.

## Discografia

### Gronge
- 1985 – Classe Differenziale
- 1986 – Fase di Rigetto
- 1987 – Gronge&Move
- 1988 – La Nave dei Folli (compilation in picture-disc allegata ad "Amen" n.7 - numero speciale sulla follia, 3 brani)
- 1988 – Classe Differenziale (ristampa del demo del 1985)
- 1991 – A Claudio Villa (Original Sound)
- 1992 – Vota Gronge
- 1993 – Tecnopunkabaret
- 2013 – Cremone Gigante per Soli Adulti (doppio CD + DVD live, On Records Japan, pubblicazione di un album registrato nel 1989)
- 2015 – Gli anni '80 (2CD, antologia contenente tutto il materiale pubblicato negli anni '80 e alcuni inediti)

### Goah
- 1997 – Goah (autoprodotto)
- 1998 – Nadia

### Roseluxx
- 2013 – Resti di una cena
- 2017 - Feritoia
- 2021 - Grand Hotel Abisso

### Il Wedding Kollektiv
- 2021 – Brodo

### Solista
- 2003 – Check & Set (con Kar, mini-live in tiratura limitata di 100 copie)